# Zmienność
Zmienność – zróżnicowanie cech osobników w obrębie jednej populacji lub gatunku; może być uwarunkowana czynnikami genetycznymi i środowiskowymi. Miarą zmienności jest różnorodność cech genotypowych i fenotypowych organizmów.
Rodzaje zmienności:
- środowiskowa (modyfikacyjna, fluktuacyjna, niedziedziczna),
- genetyczna (dziedziczna):
  - rekombinacyjna (mieszanie się materiału genetycznego – nie powstają nowe geny, ale nowe kombinacje genów), wynika ona z 3 źródeł: zjawiska crossing over, niezależnej segregacji chromosomów oraz łączenia się gamet różnych osobników,
  - mutacyjna (mutacja – nagła zmiana w materiale genetycznym).

Odmienność cech indywidualnych jednego lub grupy osobników nazywana jest aberracją.